# عثمان ألكاش
عثمان الكاش (بالتركية: Osman Alkaş)‏ (3 نوفمبر 1955، مدينة نيقوسيا - ) هو ممثل قبرصي تركي، يعمل في التمثيل التلفزيوني ومسرحي وسينمائي ومقدم برامج إذاعية. امتلك عثمان الكاش شعبية بين كلا الشعبين القبرصي والتركي وذلك لأنه عمل في أعمال فنية قبرصية وتركية.
في عام 1976 عاد عثمان إلى قبرص وبدأ العمل في مسرح الدولة القبرصي التركي كفنان متعاقد، وخلال تلك الفترة ذهب إلى الخدمة العسكرية لمدة عامين ونصف العام، ولكن كان يسد الفجوة التي يتركها كل فترة حيث كان يقدم مسرحيات في أوقات الأجازة. في 1980 عمل في مسرح نيقوسيا التركي وقدم عروضاً مهمة مع مجموعة من الممثلين الآخرين.

## المسلسلات والأفلام
- سنعود إليك 2017
- هذه المدينة ستلاحقك 2017
- العودة إلى المستقبل 2017
- الأم 2017
- قصة إسطنبول 2016
- اللبلاب 2015
- التكلفة 2015
- جاءت عمتي
- حكومة المرأة 2  2013
- الحارة 12 2013
- قصة قديمة 2013
- لقد حان وقت المسموح 2011
- الظلال والوجوه 2010
- غيمي 2001
- المتوحش 2023

## روابط خارجية
- عثمان ألكاش على موقع IMDb (الإنجليزية)
- عثمان ألكاش على موقع ألو سيني (الفرنسية)
- عثمان ألكاش على موقع أول موفي (الإنجليزية)
- عثمان ألكاش على موقع قاعدة بيانات الفيلم (الإنجليزية)
- عثمان ألكاش على موقع كينوبويسك (الروسية)